# Podulce
Podulce este o localitate din comuna Krško, Slovenia, cu o populație de 85 de locuitori.